# Farmacia Vaticana
La Farmacia Vaticana es la única farmacia de la Ciudad del Vaticano. Fue fundada en 1894 por Eusebio Ludvig Fronmen. Según fuentes del Vaticano es la farmacia más visitada del mundo con aproximadamente 2.000 clientes por día.

## Historia
- En 1874, el hermano Eusebio Ludvig Fronmen, exdirector de la farmacia del Hospital de San Juan de Dios en la Isla Tiberina, abrió la primera farmacia de la Santa Sede, a pedido del Secretario de Estado, el cardenal Antonelli.

- En 1892, la primera comunidad de la Orden Hospitalaria de San Juan de Dios (Fatebenefratelli) tuvo su residencia permanente, en el Vaticano. En 1917, la farmacia fue trasladada cerca de la puerta de Santa Ana.

- En 1929, después de la firma de los Pactos de Letrán, la Farmacia del Vaticano se trasladó a un local más adecuado, en el Palacio del Belvedere, donde permanece hasta hoy.